# Tournoi de tennis d'Essen (WTA 1996)
Le tournoi de tennis d'Essen est un tournoi de tennis professionnel. L'édition féminine 1996, classée en catégorie Tier II, se dispute du 19 au 25 février 1996.
Iva Majoli remporte le simple dames. En finale, elle bat Jana Novotná, décrochant à cette occasion le 4e titre de sa carrière sur le circuit WTA.
L'épreuve de double voit quant à elle s'imposer Meredith McGrath et Larisa Neiland.

## Résultats en simple

### Parcours
Quatre joueuses sont exemptées de premier tour.
| No | Joueuse          | Résultat   | Ultime adversaire      |
| -- | ---------------- | ---------- | ---------------------- |
| 1  | Iva Majoli       | Victoire   | Jana Novotná (4)       |
| 2  | Anke Huber       | 1/2 finale | Jana Novotná (4)       |
| 4  | Jana Novotná     | Finale     | Iva Majoli (1)         |
| 5  | Helena Suková    | 2e tour    | Åsa Svensson           |
| 6  | Sabine Appelmans | 2e tour    | Barbara Rittner        |
| 7  | Kristie Boogert  | 1er tour   | Jennifer Capriati (WC) |

| No | Joueuse           | Résultat      | Ultime adversaire |
| -- | ----------------- | ------------- | ----------------- |
| 1  | Karin Kschwendt   | 2e tour       | Els Callens (Q)   |
| 2  | Jennifer Capriati | 1/4 de finale | Jana Novotná (4)  |

## Résultats en double

### Parcours
| No | Équipe                          | Résultat   | Ultimes adversaires                        |
| -- | ------------------------------- | ---------- | ------------------------------------------ |
| 1  | Meredith McGrath Larisa Neiland | Victoire   | Lori McNeil Helena Suková (2)              |
| 2  | Lori McNeil Helena Suková       | Finale     | Meredith McGrath Larisa Neiland (1)        |
| 3  | Iva Majoli Jana Novotná         | 1/2 finale | Lori McNeil Helena Suková (2)              |
| 4  | Manon Bollegraf Kristie Boogert | 1er tour   | Tatjana Jecmenica Svetlana Krivencheva (Q) |

| No | Équipe                                 | Résultat   | Ultimes adversaires                 |
| -- | -------------------------------------- | ---------- | ----------------------------------- |
| 1  | Tatjana Jecmenica Svetlana Krivencheva | 1/2 finale | Meredith McGrath Larisa Neiland (1) |